# Brooke Hogan
Pour les articles homonymes, voir Hogan et Bollea.
Brooke Hogan, née Brooke Ellen Bollea le 5 mai 1988 à Tampa en Floride, est une chanteuse, une artiste de télévision et une actrice américaine, fille aînée du catcheur Hulk Hogan.

## Biographie
Brooke a sorti deux albums : Undiscovered en 2006 et The Redemption en 2009. En 2005, elle a participé au reality show Le Monde merveilleux de Hulk Hogan, mettant en scène sa famille, puis à son propre reality show, Le Monde merveilleux de Brooke Hogan (Brooke Knows Best), en 2008 et 2009.
Elle a fait la couverture du magazine FHM en novembre 2006. En 2012, elle signe un contrat avec la TNA et elle s'occupera de la division  des Knockout de la TNA.

## Discographie
- 2004 : This Voice (annulé)
- 24 octobre 2006 : Undiscovered (SoBe, Storch)
- 21 juillet 2009 : The Redemption (Fontana, SoBe)

## Filmographie
- 2009 : Little Hercules in 3-D : Robin
- 2011 : Sand Sharks : Les Dents de la plage (Sands Sharks) : Sandy Powers
- 2012 : L'Attaque du requin à deux têtes (2-Headed Shark Attack) : Kate